# کورنالبا
کورنالبا (به ایتالیایی: Cornalba) یک کومونه در ایتالیا است که در استان برگامو واقع شده‌است.

## خصوصیات
کورنالبا ۹٫۴ کیلومترمربع مساحت و ۳۱۰ نفر جمعیت دارد و ۸۹۳ متر بالاتر از سطح دریا واقع شده‌است.

## خواهرخوانده
شهر Saint-Hilaire-de-Brens خواهرخواندهٔ کورنالبا هست.